# Polystachya tessellata
Espèce
Synonymes
- Callista flavescens (Blume) Kuntze[2]
- Cranichis luteola Sw.[2]
- Dendrobium flavescens (Blume) Lindl.[2]
- Dendrobium parvum Seidenf.[2]
- Dendrorchis estrellensis (Rchb. f.) Kuntze[2]
- Dendrorchis jussieuana (Rchb. f.) Kuntze[2]
- Dendrorchis minuta (Aubl.) Kuntze[2]
- Dendrorchis polystachyon (Lindl.) Kuntze[2]
- Dendrorchis rufinula (Rchb. f.) Kuntze[2]
- Dendrorchis shirensis (Rchb. f.) Kuntze[2]
- Dendrorchis tessellata (Lindl.) Kuntze[2]
- Dendrorchis wightii (Rchb. f.) Kuntze[2]
- Dendrorchis zollingeri (Rchb. f.) Kuntze[2]
- Dendrorkis extinctoria (Rchb.f.) Kuntze[2]
- Dendrorkis jussieuana (Rchb.f.) Kuntze[2]
- Dendrorkis minuta (Aubl.) Kuntze[2]
- Dendrorkis polystachyon (Sw.) Kuntze[2]
- Dendrorkis rufinula (Rchb.f.) Kuntze[2]
- Dendrorkis tessellata (Lindl.) Kuntze[2]
- Dendrorkis zollingeri (Rchb.f.) Kuntze[2]
- Epidendrum concretum Jacq.[2]
- Epidendrum minutum Aubl.[2]
- Maxillaria luteola Beer[2]
- Maxillaria purpurea (Wight) Beer[2]
- Onychium flavescens Blume[2]
- Polystachya buchananii Rolfe[2]
- Polystachya caquetana Schltr.[2]
- Polystachya extinctoria Rchb.f.[2]
- Polystachya flavescens (Blume) J.J.Sm.[2]
- Polystachya gracilis De Wild.[2]
- Polystachya hypocrita Rchb.f.[2]
- Polystachya jussieuana Rchb.f.[2]
- Polystachya kraenzliana Pabst[2]
- Polystachya latifolia De Wild.[2]
- Polystachya mauritiana Spreng.[2]
- Polystachya nitidula Rchb.f.[2]
- Polystachya penangensis Ridl.[2]
- Polystachya reichenbachiana Kraenzl.[2]
- Polystachya siamensis Ridl.[2]
- Polystachya tessellata Lindl.[2]
- Polystachya zanguebarica Rolfe[2]

Polystachya tessellata est une espèce de plantes de la famille des Orchidées et du genre Polystachya, présente dans de nombreux pays d'Afrique tropicale.